# 短柄蹄盖蕨
短柄蹄盖蕨（学名：Athyrium brevistipes）为蹄盖蕨科蹄盖蕨属下的一个种。

## 扩展阅读
- 維基物種上的相關：短柄蹄盖蕨